# ディミトリ・バスク
ディミトリ・ダヴィッド・バスク（Dimitri David Bascou、1987年7月20日 ‐ ）は、フランスの海外県であるマルティニーク・ショルシェール出身の陸上競技選手。専門はハードル。110mハードルでは13秒12の自己ベストを持つ、2016年リオデジャネイロオリンピックの銅メダリスト。60mハードルでは7秒41の自己ベストを持つ室内フランス記録保持者。

## 経歴
2015年8月、北京世界選手権男子110mハードル予選を自己ベスト（13秒23）に迫る13秒29（-1.2）で通過すると、準決勝は13秒16（-0.1）の自己ベストで通過し、オリンピックと世界選手権を通じて初の決勝に進出した。迎えた決勝では自己ベストに迫る13秒17（+0.1）をマークするも、メダルには0秒13届かず5位に終わった。
2016年2月、ISTAF室内ミーティング (ISTAF Indoor) 男子60mハードルで7秒41をマークし、ラッジ・ドゥクレの持つ室内フランス記録を11年ぶりに0秒01更新した。
2016年3月、ポートランド世界室内選手権男子60mハードルには今季世界最高記録保持者（7秒41）として臨んだが、2月にはハムストリングスの痛みによって競技会を欠場するなど、絶対的な優勝候補ではなかった。それでも順当に決勝に進出すると、決勝ではオマール・マクレオド（7秒41）、パスカル・マルティノ＝ラガルド（7秒46）に次ぐ7秒48で3位に入り、自身初となる世界大会のメダルを獲得した。
2016年7月、アムステルダム・ヨーロッパ選手権男子110mハードル決勝を13秒25（0.0）で制し、国際タイトルを獲得した。
2016年8月、リオデジャネイロオリンピック男子110mハードル予選を全体2位タイの13秒31（+1.4）、準決勝を全体2位の13秒23（+0.3）で通過し、オリンピックで初の決勝に進出。決勝ではオマール・マクレオド（13秒05）、オルランド・オルテガ（13秒17）に次ぐ13秒24（+0.2）で銅メダルを獲得した。この種目におけるフランス人メダリストは、1972年ミュンヘン大会で銀メダルと1976年モントリオール大会で金メダルを獲得したギー・ドルーしかおらず、バスクは40年ぶり史上2人目のメダリストとなった。

## 血縁
1997年アテネ世界選手権男子400mハードル金メダリストのステファン・ディアガナと2003年パリ世界選手権男子400m銀メダリストのマルク・ラキーユは従兄弟にあたる。

## 自己ベスト
記録欄の（　）内の数字は風速（m/s）で、+は追い風、-は向かい風を意味する。
| 種目         | 記録           | 年月日        | 場所                 | 備考             |
| 屋外         | 屋外           | 屋外          | 屋外                 | 屋外             |
| ------------ | -------------- | ------------- | -------------------- | ---------------- |
| 100m         | 10秒72 (+0.9)  | 2007年6月12日 | ノワジー＝ル＝グラン |                  |
| 110mハードル | 13秒12 (0.0)   | 2016年7月15日 | モナコ               |                  |
| 110mハードル | 13秒05w (+2.1) | 2016年6月26日 | アンジェ             | 追い風参考記録   |
| 室内         |                |               |                      |                  |
| 60m          | 6秒81          | 2012年2月12日 | リエヴァン           |                  |
| 50mハードル  | 6秒57          | 2012年2月14日 | リエヴァン           |                  |
| 60mハードル  | 7秒41          | 2016年2月13日 | ベルリン             | 室内フランス記録 |

## 主要大会成績
- 備考欄の記録は当時のもの

| 年             | 大会                          | 場所             | 種目           | 結果           | 記録            | 備考                            |
| マルティニーク | マルティニーク                | マルティニーク   | マルティニーク | マルティニーク | マルティニーク  | マルティニーク                  |
| -------------- | ----------------------------- | ---------------- | -------------- | -------------- | --------------- | ------------------------------- |
| 2005           | カリフタゲームズ (en) (U20)   | バコレット       | 110mH          | 4位            | 14秒84 (-0.7)   |                                 |
| 2005           | カリフタゲームズ (en) (U20)   | バコレット       | 4x100mR        | 2位            | 41秒21 (3走)    |                                 |
| 2005           | カリフタゲームズ (en) (U20)   | バコレット       | 4x400mR        | 5位            | 3分20秒60 (3走) |                                 |
| フランス       |                               |                  |                |                |                 |                                 |
| 2005           | ヨーロッパジュニア選手権 (en) | カウナス         | 110mH          | 予選           | 14秒83 (-1.0)   |                                 |
| 2007           | ヨーロッパU23選手権 (en)      | デブレツェン     | 110mH          | 予選           | 14秒20 (-2.6)   |                                 |
| 2009           | ヨーロッパU23選手権 (en)      | カウナス         | 110mH          | 4位            | 13秒66 (-0.7)   |                                 |
| 2009           | 世界選手権                    | ベルリン         | 110mH          | 準決勝         | 13秒49 (+0.6)   | 自己ベスト                      |
| 2010           | ヨーロッパ選手権              | バルセロナ       | 110mH          | 4位            | 13秒41 (-1.0)   | 自己ベスト                      |
| 2011           | ヨーロッパ室内選手権 (en)     | パリ             | 60mH           | 6位            | 7秒64           |                                 |
| 2011           | ユニバーシアード (en)         | 深圳             | 110mH          | 4位            | 13秒60 (-0.3)   |                                 |
| 2011           | 世界選手権                    | 大邱             | 110mH          | 準決勝         | 13秒62 (-1.4)   |                                 |
| 2012           | オリンピック                  | ロンドン         | 110mH          | 準決勝         | 13秒55 (+0.1)   |                                 |
| 2013           | ヨーロッパ室内選手権 (en)     | パリ             | 60mH           | 準決勝         | 7秒72           |                                 |
| 2013           | 地中海競技大会 (en)           | メルスィン       | 110mH          | 4位            | 13秒93 (-0.8)   |                                 |
| 2014           | ヨーロッパ選手権              | チューリッヒ     | 110mH          | 決勝           | DQ              | 準決勝13秒33 (-0.3)             |
| 2015           | ヨーロッパ室内選手権 (en)     | プラハ           | 60mH           | 2位            | 7秒50           | 準決勝7秒46：自己ベスト         |
| 2015           | 世界選手権                    | 北京             | 110mH          | 5位            | 13秒17 (+0.1)   | 準決勝13秒16 (-0.1)：自己ベスト |
| 2016           | 世界室内選手権                | ポートランド     | 60mH           | 3位            | 7秒48           |                                 |
| 2016           | ヨーロッパ選手権              | アムステルダム   | 110mH          | 優勝           | 13秒25 (0.0)    |                                 |
| 2016           | オリンピック                  | リオデジャネイロ | 110mH          | 3位            | 13秒24 (+0.2)   |                                 |